# Alfred Wilhelm Amandus Plate
Alfred Wilhelm Amandus Plate (auch: Alfred William Amandus Plâté, A. W. A. Plâté; geb. 1858 oder 1859 oder 29. April 1862 in Hamburg; gest. 19. Oktober 1931 in Linz) war ein deutscher, in Sri Lanka (damals: Britisch-Ceylon) tätiger Fotograf.

## Lebensweg

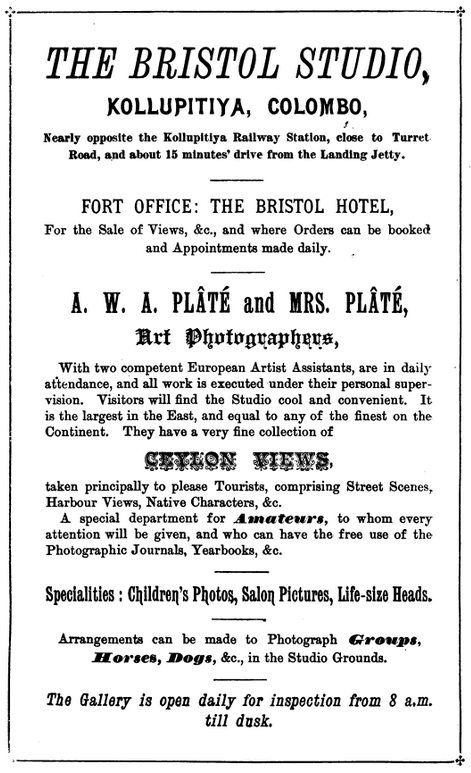
Werbung für das Photoatelier Plâté & Co. in Colombo, British Ceylon, 1898

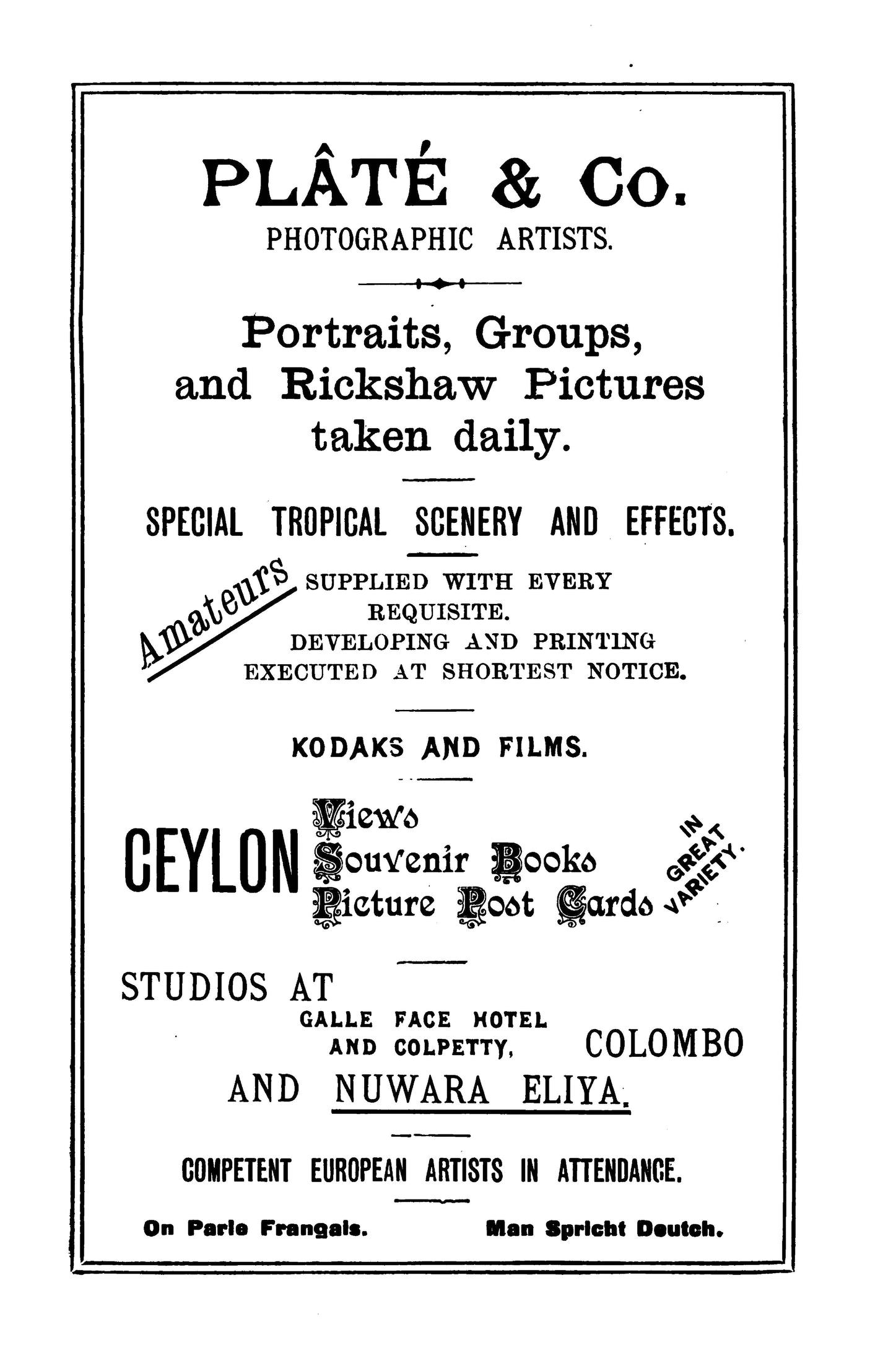
Werbung für das Photoatelier Plâté & Co. in Colombo, British Ceylon, 1898

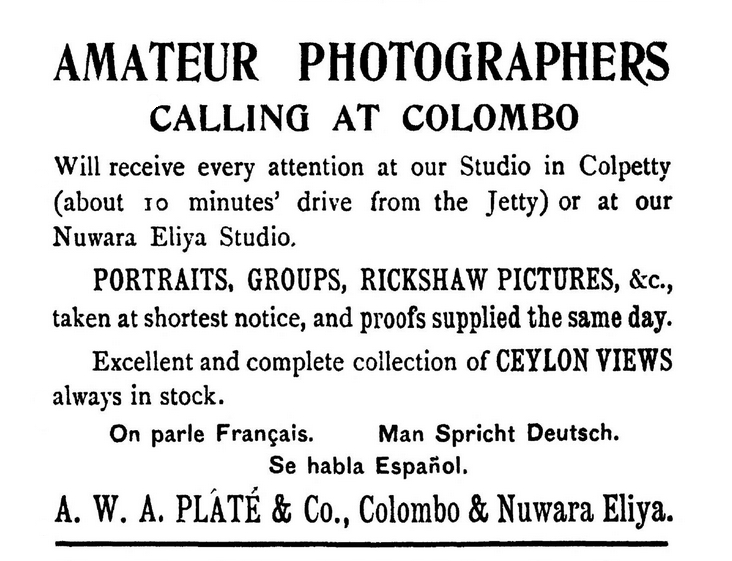
Werbung für das Photoatelier Plâté & Co. in Colombo, British Ceylon, 1897

Alfred Wilhelm Amandus Plate war ein Sohn des Hamburger Lithografen und Fotografen Heinrich Friedrich Plate (1824–1895) und dessen Ehefrau Elisabeth Petronella Streich (1827–1869). Der Fotograf Gustav Ferdinand Plate (auch: Gustavus Plâté, geb. 9. Juli 1854; gest. vor 9. August 1911) war sein älterer Bruder. 
Bereits in jungen Jahren erlernte A. W. A. Plate von seinem Vater die Grundzüge der Fototechnik und des Fotografierens.
Am 2. Januar 1886 heiratete A. W. A. Plate im britischen Stepney (heute ein Stadtteil von London) Clara Heinemann (geb. 26. Juli 1858, gest. 2. Dezember 1954), eine Tochter des Bäckermeisters Wilhelm Heinemann.
Im Jahr 1887 arbeitete A. W. A. Plate in der fotografischen Abteilung der Colombo Apothecaries Company in Colombo, ein 1883 von W. M. Smith und James Smith Finlay gegründetes Handelsunternehmen, das zunächst mit Öl und Spirituosen handelte, sich dann aber auch mit der Vervielfältigung und dem Verkauf von Fotografien befasste. und seit 1892 unter dem Namen Colombo Apothecaries Company firmierte. Im Jahr 1890 verließ A. W. A. Plate die Colombo Apothecaries Co.
Alfred Wilhelm Amandus Plate änderte die Schreibweise seines Nachnamens von „Plate“ zu „Plâté“. Wahrscheinlich ging es ihm dabei weniger darum, eine französische Herkunft zu suggerieren, als vielmehr darum, nicht-deutschen Menschen einen Anhaltspunkt für die richtige Aussprache seines Nachnamens zu geben und insbesondere bei Englischsprechenden eine Verwechslung mit dem englischen Wort plate (Bildtafel, Druckplatte, Schild, Teller usw.) zu vermeiden. Er gründete, gemeinsam mit seiner Ehefrau Clara Plâté, geborene Heinemann, das Unternehmen „Plâté & Co.“ mit einem kleinen Fotostudio im Bristol Hotel in Colombo, das recht erfolgreich wurde. Bald zog das Fotoatelier Plâté innerhalb Colombos vom Bristol Hotel in den Stadtteil Colpetty (Kollupitiya) in größere Räumlichkeiten um. Einer Werbeanzeige von 1906 kann entnommen werden, dass Plâté & Co. zu dieser Zeit bereits mehr als 70 Beschäftigte hatte, darunter zehn Europäer.
Offenbar war A. W. A. Plate zeitweilig Plantagenbesitzer in Ceylon.
Es scheint, als habe das Ehepaar Plâté gelegentlich asiatische Tiere, die für den 1863 gegründeten Tierpark Hagenbeck in Hamburg bestimmt waren, vorübergehend auf ihrem Grundstück beherbergt, so etwa Jung-Elefanten.
Nach 1893 wurde Herbert Heinemann, ein Bruder von Clara Plâté, geb. Heinemann, also A. W. A. Plâtés Schwager, Mitinhaber des Fotoateliers Plâté & Co. Das Fotounternehmen eröffnete Filialen, manche in Verbindung mit einem Bücherstand, etwa im Galle Face Hotel in Colombo, in Nuwara Eliya, einer im 19. Jahrhundert als Erholungsort für britische Kolonialbeamte gegründeten Ortschaft in den Bergen, und im Queen‘s Hotel in Kandy.
Nachdem A. W. A. Plate sich aus der Geschäftsführung der Firma Plâté & Co. zurückgezogen hatte, wurde im Jahr 1900 die Firma Plâté & Co. in eine Gesellschaft mit beschränkter Haftung (Ltd.) umgewandelt. Weitere Mitinhaber waren E. J. Hayward und C. W. Thompson.
Das Sortiment von Plâté Ltd. wurde um fotografische Geräte und Materialien erweitert. Um dieselbe Zeit, Anfang des 20. Jahrhunderts, begann Plâté Ltd. auch damit, Reiseführer und Souvenir-Bücher mit Fotografien (oder mit nach Fotografien erstellten grafischen Abbildungen) herzustellen und zu vertreiben.
Das Unternehmen Plâté Ltd. stellte seine Fotos und Alben mit Aufnahmen von Britisch-Ceylon auf der Weltausstellung 1893 in Chicago, auf der Pariser Weltausstellung von 1900 sowie auf der Weltausstellung 1904 in St. Louis, Missouri, aus. Plâtés Fotografien von Ceylons Sehenswürdigkeiten wurden in das offizielle Handbuch über die Louisiana Purchase Exhibition von 1904 aufgenommen, das als Führer durch das Ausstellungsgebäude diente.
A. W. A. Plate war zumindest von Dezember 1902 bis April 1904 aktives Mitglied des Anglerclubs (Fishing Club) von Colombo.
Im Jahr 1907 erzeugte die Firma Plâté & Co. eine halbe Million Bildpostkarten pro Jahr. Viele der Plâté-Postkarten wurden in Deutschland gedruckt. Das Fotounternehmen verkaufte nicht nur Fotos von Ceylon, sondern auch von Nord-Indien, insbesondere in Sachsen.
Wahrscheinlich um das Jahr 1908 herum trennten sich die Wege von Alfred Wilhelm Amandus Plate und seiner Frau Clara, geb. Heinemann. In dieser Zeit verließ A. W. A. Plate Ceylon, wo er insgesamt 21 Jahre lang lebte. Da Plate wahrscheinlich 1887 nach Ceylon gekommen war, dürfte er wohl von 1887 bis 1908 in Ceylon gelebt haben.
In den Jahren von 1910 bis 1923 führten zunächst Clara Plâté und ihr Bruder Herbert Heinemann das Unternehmen Plâté & Co., und später Herbert Heinemanns Witwe.
Als das von Briten geführte, auf Ceylon ansässige Fotoatelier Skeen & Co. in Colombo seine Geschäftstätigkeit circa 1920 einstellte, übernahm einen großen Teil seines Fotobestandes wahrscheinlich die Firma Plâté Ltd.
In einer Beschreibung der Geschäftstätigkeiten der Firma Plâté & Co. von 1928 wird erwähnt, dass die Firma sich auch der Herstellung von Bewegtbild-Filmen zugewandt habe, die die lokale Geschichte, Folklore, Gebräuche und Trachten zum Gegenstand haben sollten, aber es finden sich keine Belege dafür, dass es dazu tatsächlich gekommen ist.
Im April 1913 war der Berufsfotograf A. W. A. Plâté Mitglied im Amateur-Photographenverein in Linz. In diesem Jahr sowie in den Jahren 1925 bis 1928 hielt er in Linz mehrere Lichtbildervorträge über Ceylon.
Alfred Wilhelm Amandus Plâté starb am 19. Oktober 1931 in Linz, Österreich.
Seine Witwe Clara Plâté lebte im Jahr 1934 in Tenterden in der englischen Grafschaft Kent.
Im Jahr 1961 ging das Eigentum an Plâté Ltd. auf Arthur P. Fonseka über, der zuvor viele Jahre lang Mitarbeiter dieses Unternehmens gewesen war.
Die Firma Plâté Limited besteht noch heute (2023) in der Galle Road in Colombo, als einziges der im 19. Jahrhundert in Ceylon gegründeten Fotounternehmen.
Das Unternehmen unterhält eine Datenbank mit rund 5000 Negativen von Fotografien aus seiner eigenen Produktion. Es bewahrt darüber hinaus auch mehr als tausend eigene Glasnegative auf, die bisher noch nicht digital erschlossen sind, sowie eine Sammlung von etwa 6000 historischen Ansichtspostkarten aus eigener und fremder Produktion.

## Veröffentlichungen von Plâté & Co. bzw. Plâté Ltd.
- Plâté & Co., The Hundred Best Views of Ceylon: From Photographs Taken by the Publishers, Colombo: Plâté & Co., [ohne Jahr], Digitalisat bei JStor

## Galerie

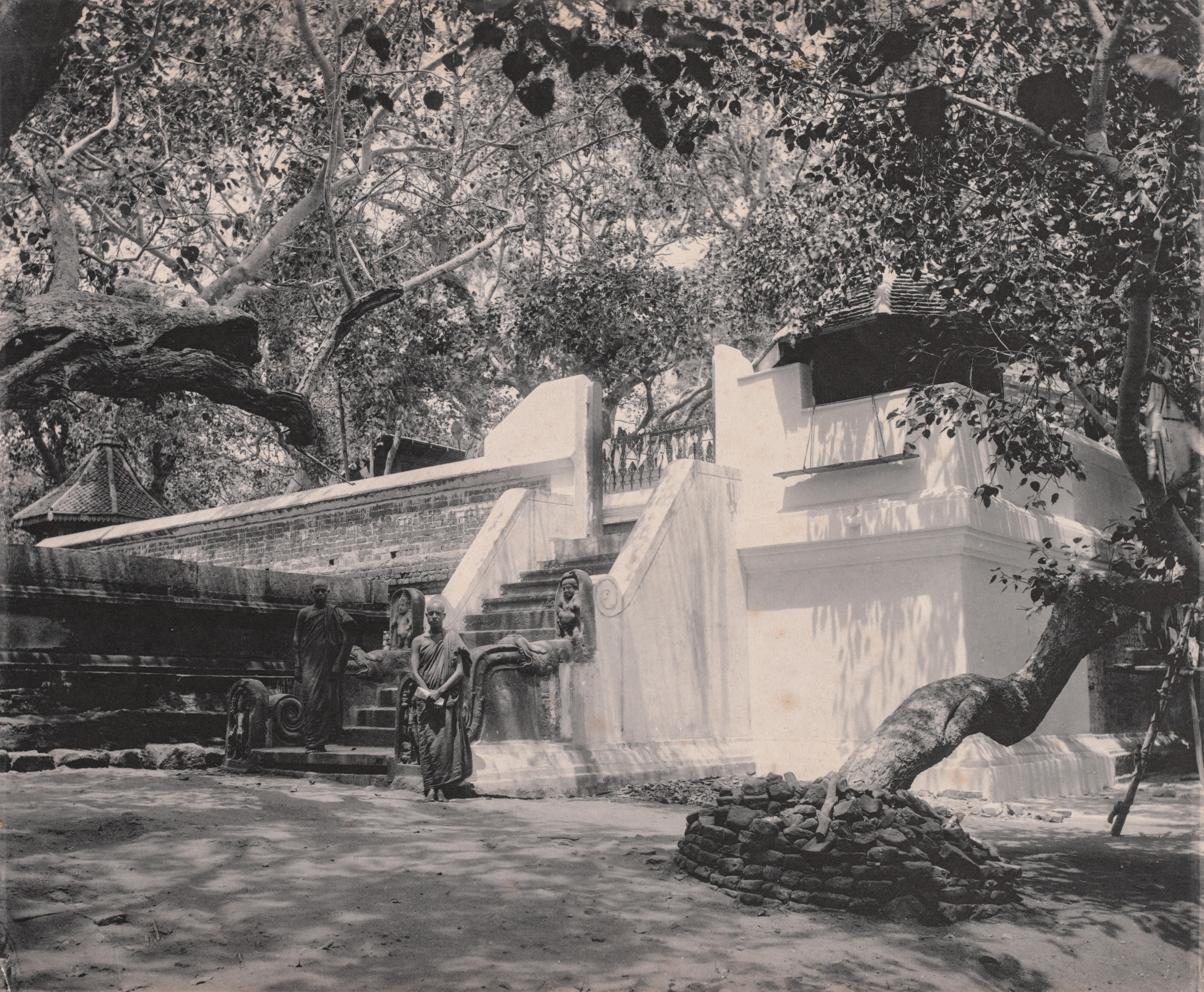
Mönche vor einem Tempel auf Ceylon
Wasserbüffel
Wellenbrecher, Colombo
Die York Street in Colombo
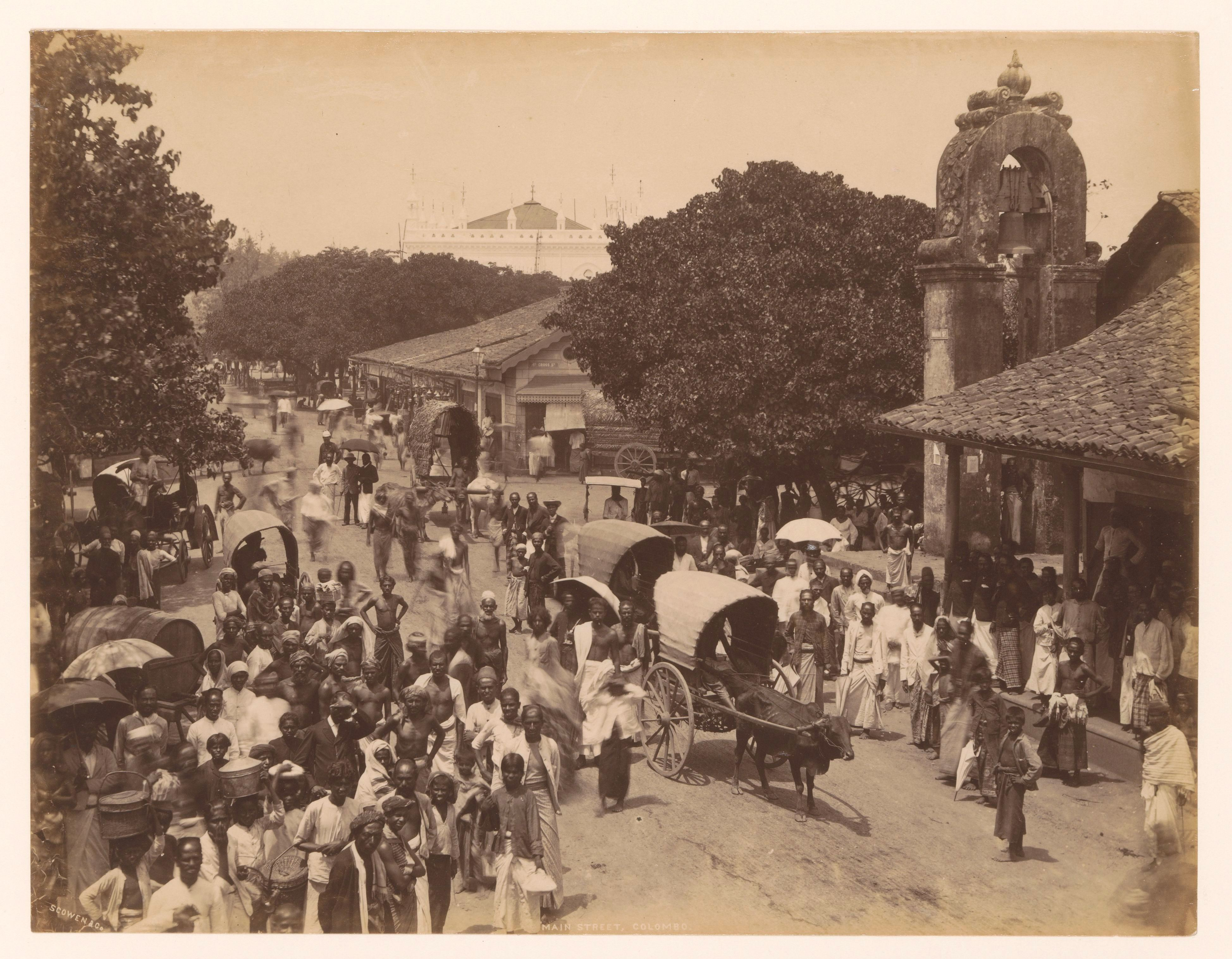
Ecke York Street und Chatham Street in Colombo
Moschee in den Zimtgärten in Colombo
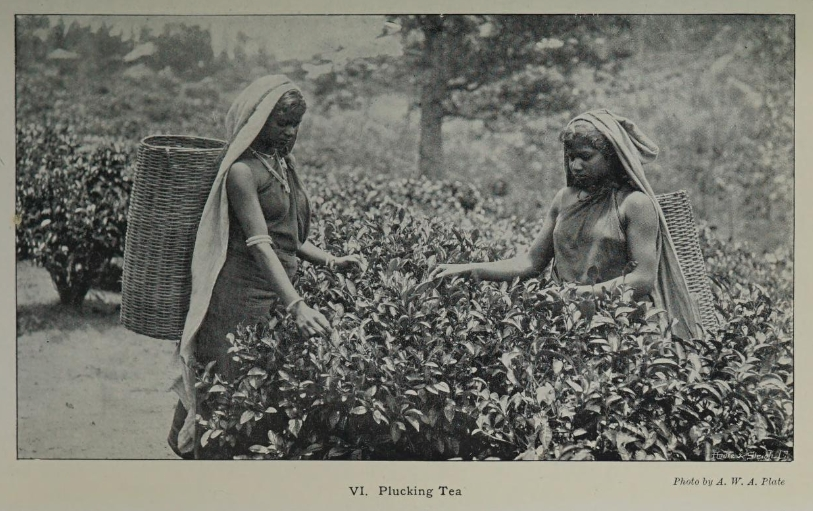
Teepflückerinnen

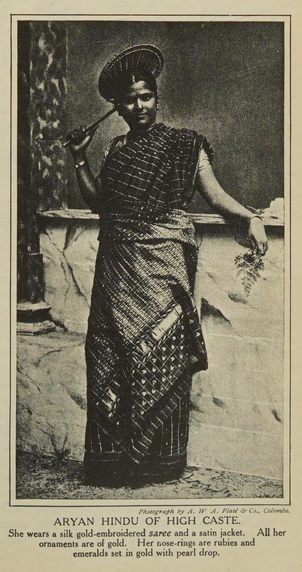
Hindu-Dame einer hohen Kaste.
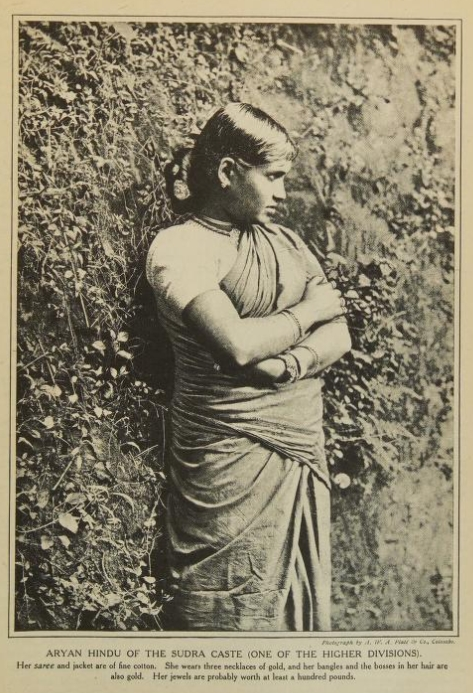
Hindu-Dame aus einer der höheren Abteilungen der Sudra-Kaste.
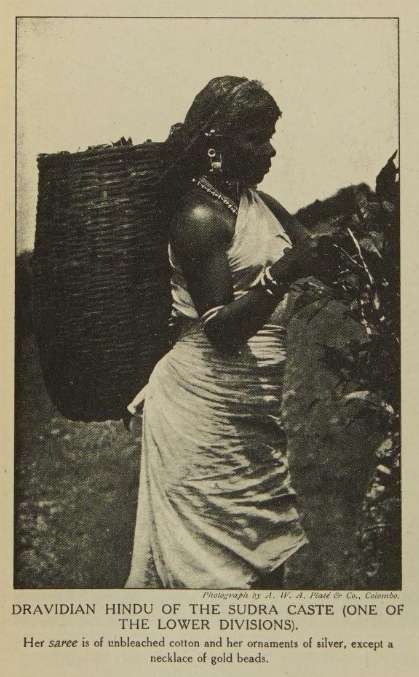
Dravidische Frau aus der Sudra-Kaste
Tamilische Dame aus einer hohen Kaste
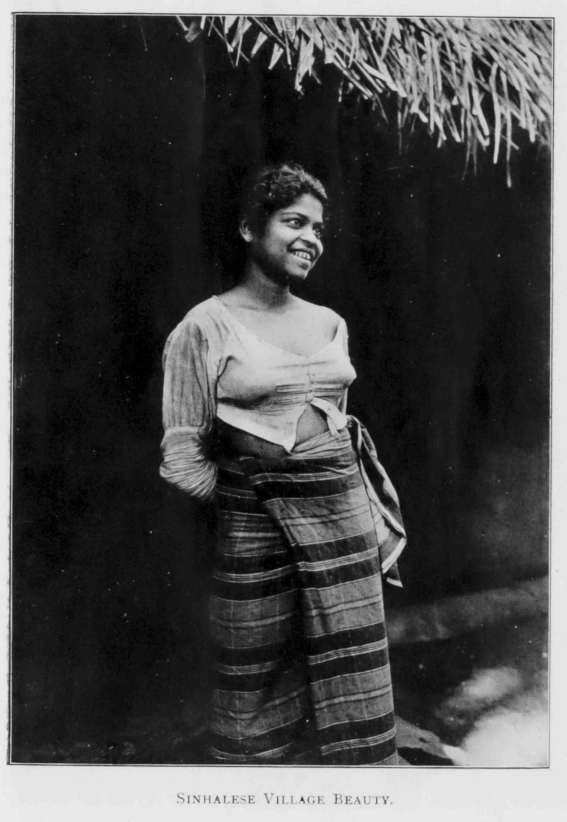
Singhalesische Dorf-Schönheit
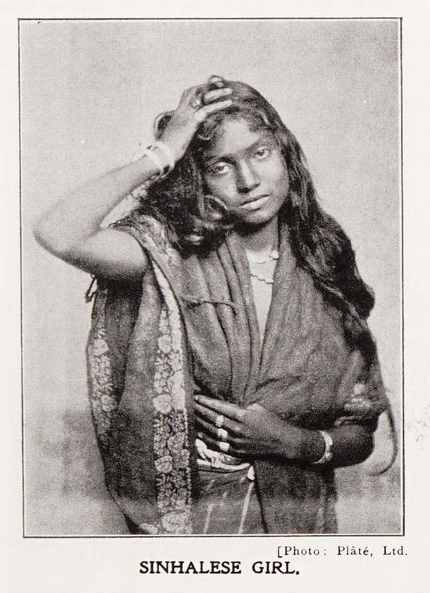
Singhalesisches Mädchen
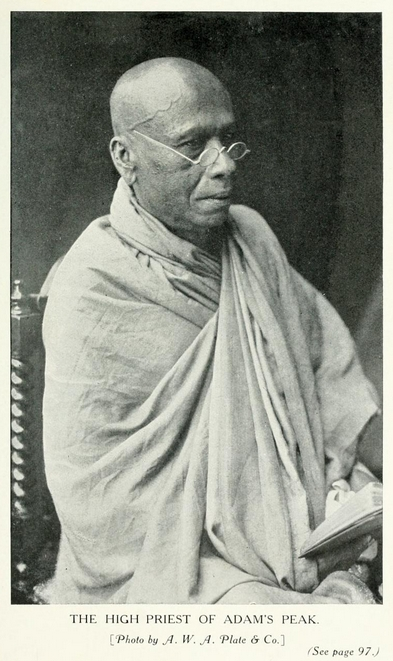
Priester